# Mentha gracilis
Mentha gracilis Sole    är en kransblommig växt, som ingår i släktet myntor, och familjen kransblommiga växter. 
Inga underarter finns listade i Catalogue of Life.